# Женская сборная Сингапура по волейболу
Женская национальная сборная Сингапура по волейболу (англ. Singapore women's national volleyball team, кит. 新加坡女排, малайск. Pasukan wanita Singapura dalam bola tampar, там. கைப்பந்து சிங்கப்பூர் பெண்கள் அணி) — представляет Сингапур на международных волейбольных соревнованиях. Управляющей организацией выступает Волейбольная ассоциация Сингапура (англ. Volleyball Association of Singapore).

## История
Волейбольная ассоциация Сингапура была образована в 1961 году и с 1965 является членом Международной федерации волейбола (ФИВБ).
Дебют женской сборной Сингапура на официальной международной арене прошёл в декабре 1965 года в Малайзии на Играх полуострова Юго-Восточной Азии, в программу которых впервые был включён женский волейбол. Сингапурские волейболистки выиграли бронзовые награды волейбольного турнира Игр, а в дальнейшем ещё трижды входили в число призёров этих региональных мультиспортивных соревнований государств, расположенных на полуострове Индокитай. В 1977 году соревнования были преобразованы в Игры Юго-Восточной Азии и женская сборная Сингапура дважды за свою историю выигрывала «бронзу» волейбольных турниров, в том числе на последних Играх, прошедших в 2015 году в Сингапуре.
В других соревнования национальная команда Сингапура принимала участие лишь однажды — в чемпионате Азии 1987 года в китайском Шанхае. В своей группе предварительного этапа сингапурские волейболистки стали третьими, уступив со счётом 0:3 сборным Японии и Южной Кореи и победив команды Макао (3:0) и Австралии (3:1). В плей-офф за 5—8-е места сингапурки дважды проиграли Таиланду и той же Австралии, заняв тем самым 8-ю строку в итоговой расстановке. Больше в континентальные первенства сборная Сингапура не заявлялась.

## Результаты выступлений и составы

### Чемпионат Азии
Сборная Сингапура приняла участие только в одном чемпионате Азии.
- 1987 — 8-е место

### Игры полуострова Юго-Восточной Азии
- 2-е место — 1969.
- 3-е место — 1965, 1973, 1975.

### Игры Юго-Восточной Азии
- 3-е место — 1981, 2015.
- 2015: Этель Кан Хуэй Цин, Мишель Тань Хуэй Минь, Джолли Чань Чжэнь, Мэрилин Ео Цянь Линь, Куэк Су Тэн, Кассандра Тай Хви Минь, Лим Чень Вэнь, Джоэль Лим Шу Юй, Лим Хуэй тень, Грэйс Сит Чин И, Сесилия Ванесса Он Хуэй И, Ленис Фоа Чень. Тренер — Акихико Нарита.

### Азиатский Кубок вызова
- 2022 — 5-е место
- 2024 — 10-е место

## Состав
Сборная Сингапура в розыгрыше Азиатского Кубка вызова 2024
| №  | Имя, фамилия          | Год рождения | Рост | Амплуа      |
| -- | --------------------- | ------------ | ---- | ----------- |
| 2  | Наджа Ким Шмидт       | 2005         | 180  | связующая   |
| 4  | Натали Лай Цок Синь   | 2004         | 170  | нападающая  |
| 7  | Чхань Яо И            | 2000         | 168  | связующая   |
| 8  | Аделин Сим Шу Куи     | 2002         | 162  | либеро      |
| 10 | Фу Вэнь Ци            | 2006         | 178  | нападающая  |
| 11 | Карен Ео Кхай Вэнь    | 2003         | 172  | нападающая  |
| 12 | Рэчел Лау Юэ Тхин     | 1995         | 169  | нападающая  |
| 13 | Джолин Чхуа Синь И    | 2004         | 173  | нападающая  |
| 14 | Этель Инь Соу И       | 2003         | 172  | нападающая  |
| 15 | Анника Райли Тань     | 2009         | 171  | связующая   |
| 16 | Шер Фелисия Тхань Нин | 1999         | 166  | либеро      |
| 19 | Гань Юнь Цзе          | 1999         | 171  | нападающая  |
| 20 | Джолис Ау Синь Жуй    | 2005         | 180  | центальная  |
| 21 | Софи Арини Бинте Азни | 2005         | 179  | центральная |

- Главный тренер —  Сунтон Пхосита.
- Тренеры — Лэу Чинь Онн.